# Body Language (canção de Kid Ink)
Body Language é uma canção do cantor de Hip Hop estadunidense Kid Ink, lançada como single para seu terceiro álbum de estúdio. A canção conta com a participação vocal do cantor de R&B Usher, e de Tinashe, e tendo a produção de Cashmere Cat e Stargate

## Faixas
| Descarga digital |                                       |         |  |
| N.º              | Título                                | Duração |  |
| 1.               | "Body Language" (com Usher & Tinashe) | 3:27    |  |

## Desempenho nas paradas
| Paradas (2014)                                 | Melhor posição |
| ---------------------------------------------- | -------------- |
| O campo songid é OBRIGATÓRIO PARA PARADA ALEMÃ | 54             |
| Bélgica (Ultratip Bubbling Under de Flandres)  | 28             |
| Bélgica (Ultratop Flandres Urban)              | 16             |
| Bélgica (Ultratop 50 da Valônia)               | 23             |
| Estados Unidos (Billboard Hot 100)             | 72             |
| Estados Unidos (Billboard R&B/Hip-Hop Songs)   | 21             |
| Estados Unidos (Billboard Rhythmic)            | 8              |
| França (SNEP)                                  | 104            |